# Jazzda
Jazzda – drugi album studyjny polskiego rapera i producenta muzycznego Yaro. Wydawnictwo ukazało się 30 czerwca 1997 roku nakładem wytwórni muzycznej EMI Music Poland. Gościnnie na płycie wystąpiła wokalistka Reni Jusis oraz raper Liroy.
Nagrania były promowane singlami „Rowery dwa” i „Dziś jest pełnia”. Piosenki cieszyły się znaczną popularnością w Polsce, dotarły odpowiednio do 3-go i 34-go miejsca Szczecińskiej Listy Przebojów Polskiego Radia. Były także notowane na liście przebojów Programu Trzeciego Polskiego Radia, odpowiednio na 17. i 34. miejscu.
Album uzyskał nominację do nagrody polskiego przemysłu fonograficznego Fryderyka w kategorii „najlepszy album rap/hip-hop”.

## Lista utworów
Opracowano na podstawie materiału źródłowego
1. „Wejściówka”
2. „Rowery dwa”
3. „Wszystko jest O.K.”
4. „Funky czad”
5. „Refrenata”
6. „Dziś jest pełnia”
7. „A tymczasem w N.Y.C.”
8. „Bardzo mały gigant”
9. „Deszcz deszczem”
10. „Jazzda – dżazzda”
11. „Na pewno nie będę sam”
12. „Bierz to co twoje”
13. „Jedno dobre słowo”
14. „Zejściówka”